# Sirmio

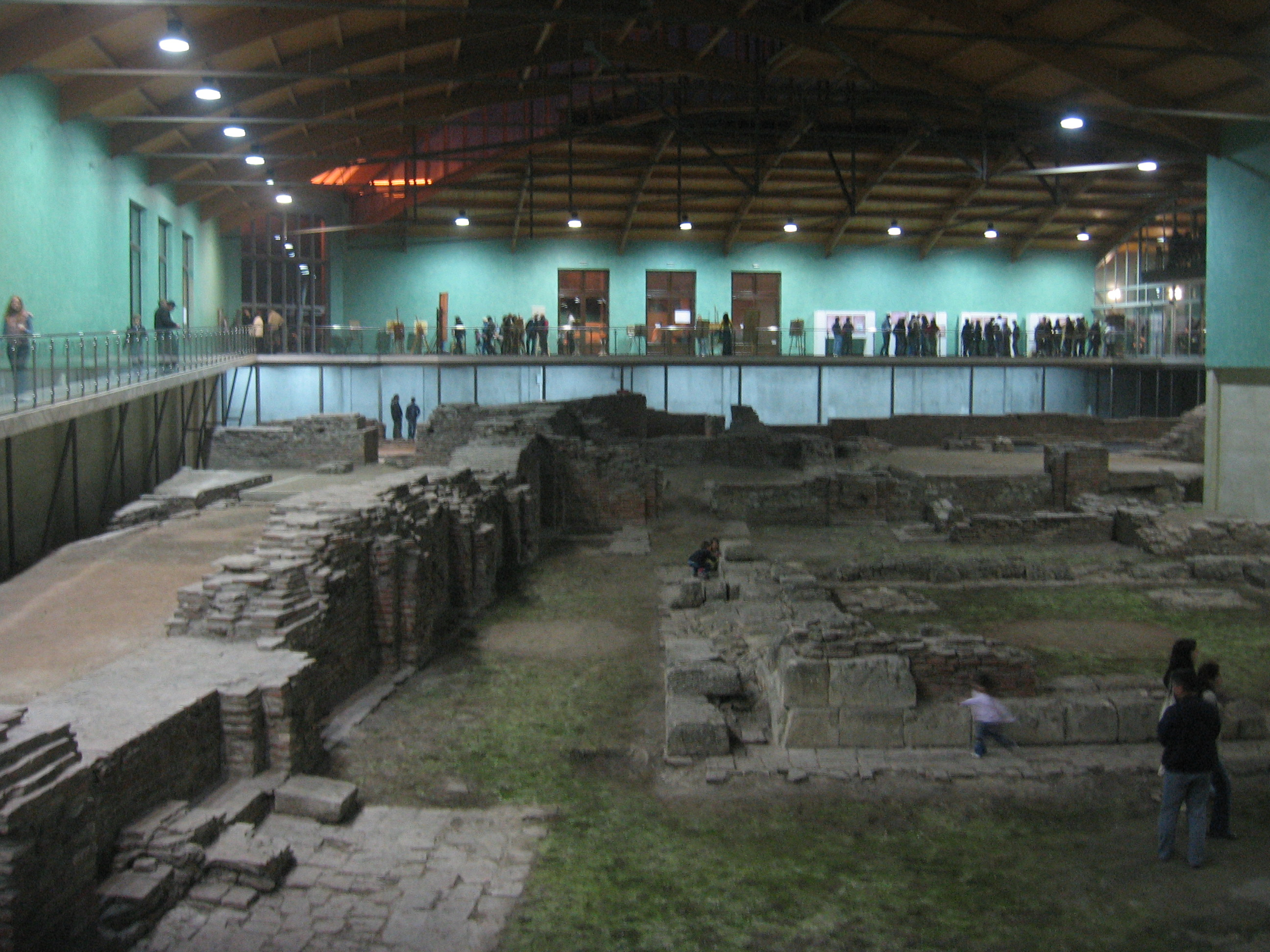
Los restos del palacio imperial Sirmio.

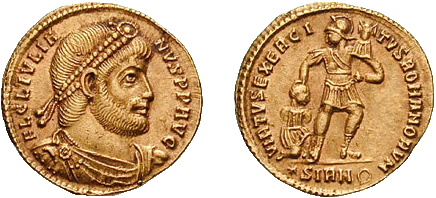
Sólido de Juliano el Apóstata, de la casa de moneda de Sirmio.

Sirmio (en latín: Sirmium), la actual Sremska Mitrovica en Serbia, fue una importante ciudad de Panonia durante la civilización grecorromana (Imperio romano e Imperio romano de Oriente). La actual región de Sirmia en Serbia toma su nombre de esta ciudad.

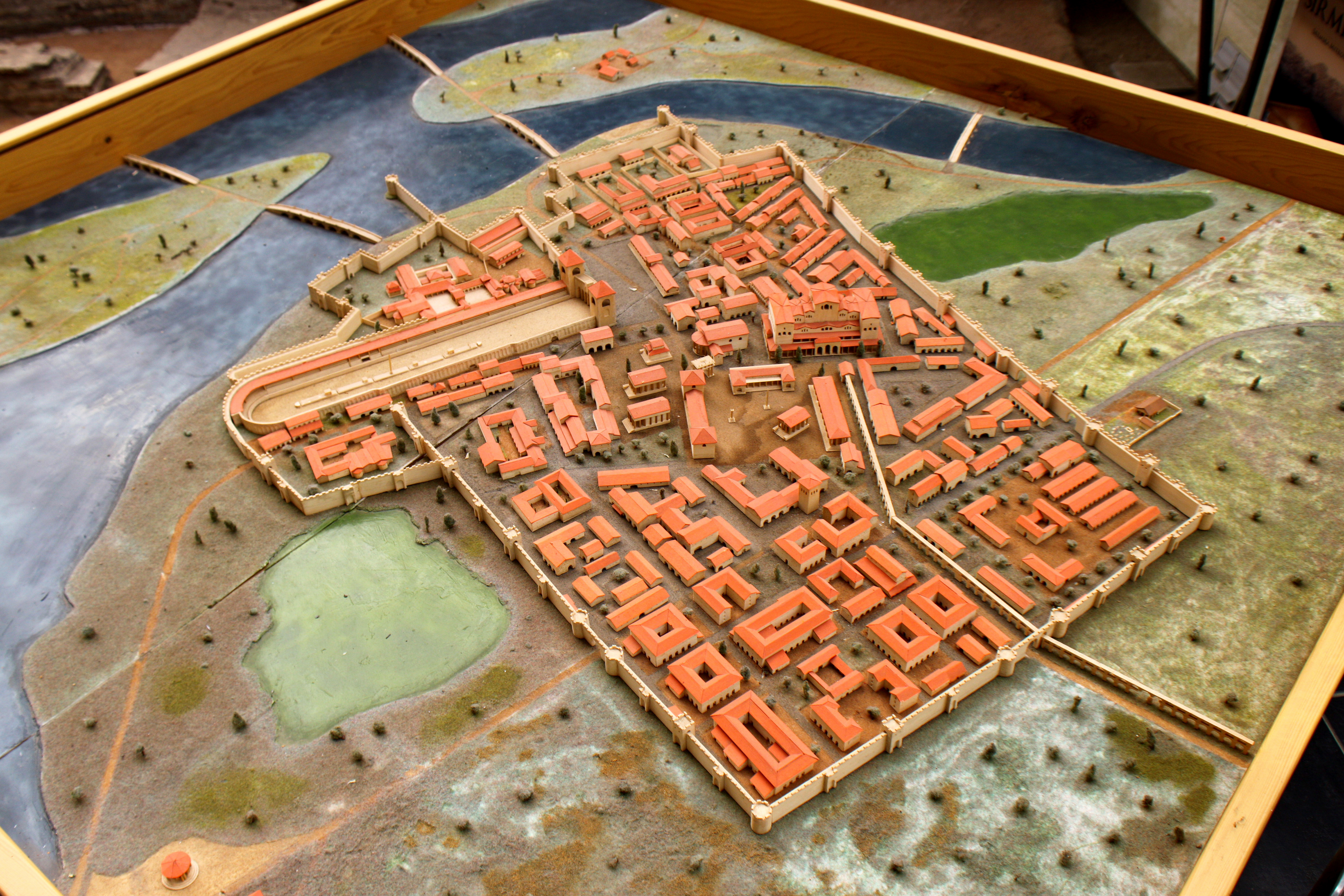
Maqueta de Sirmium en el centro de visitantes en Sremska Mitrovica.

## Historia
Sirmio es una de las ciudades más antiguas de Europa: los más antiguos restos de una comunidad humana organizada en esta localización han sido datados por la Arqueología hacia 5000 a. C. Cuando los romanos conquistaron la ciudad en el siglo I a. C., Sirmio ya era una ciudad de larga tradición.
Durante el siglo I de nuestra era, Sirmio adquirió el estatus de colonia romana y se convirtió en un puesto militar estratégico en la provincia romana de Panonia. Las expediciones militares de los emperadores Trajano, Marco Aurelio y Claudio II en el centro y este de Europa fueron preparadas en Sirmio.
En 103, Panonia fue dividida en Panonia superior e inferior, y Sirmio se convirtió en la capital de esta última. En 296, Diocleciano estableció una nueva subdivisión territorial de Panonia, partiéndola en cuatro provincias: Pannonia Prima, Panonia Valeria, Pannonia Savia y Pannonia Secunda, y Sirmio fue capital de la última.
En 293, tras la instauración de la Tetrarquía, el Imperio romano pasó a estar dividido en cuatro partes, y Sirmio fue elegida como una de las cuatro capitales, al mismo nivel que Augusta Treverorum, Mediolanum y Nicomedia. Fue la capital del emperador Galerio y, tras la creación de la prefectura del pretorio en 318, Sirmio pasó a ser la capital de la prefectura del Ilírico. En 379 la prefectura del Illyricum se dividió en dos, oriental y occidental. Esta última, incluyendo a Sirmio, fue englobada en la prefectura de Italia, mientras que la parte oriental mantuvo su autonomía con capital en Tesalónica.
Con la llegada del cristianismo, la ciudad se convirtió en un importante centro de evangelización y cabeza de la diócesis de Sirmio. Fue sede de cinco concilios diferentes. 
En la época romana, Sirmio tenía un palacio imperial, un circo, una casa de moneda, un anfiteatro, un teatro y unas impresionantes termas.
A finales del siglo IV Sirmio fue conquistada por los visigodos y después anexada al Imperio romano de Oriente. Los hunos la tomaron en 441 y desde aquel momento fue pasando a manos de diversos pueblos bárbaros, como ostrogodos y gépidos, quienes la hicieron temporalmente su capital. 
En 567 Sirmio se incorporó de nuevo al Imperio romano de Oriente, pero finalmente fue conquistada y destruida por los ávaros en 582.
En las cercanías de la ciudad se libró en 1167 la batalla de Sirmium, en la que un ejército bizantino enviado por Manuel I Comneno derrotó decisivamente a las fuerzas de Hungría, convirtiendo a esta última en un estado vasallo.

## Personajes ilustres
Seis emperadores romanos nacieron en la ciudad de Sirmio o en sus proximidades:
- Decio (249-251)
- Aureliano (270-275)
- Marco Aurelio Probo (276-282)
- Maximiano (285-310)
- Constancio II (337-361)
- Graciano (367-383)

El último emperador del Imperio romano unido, Teodosio I (378-395), fue proclamado en Sirmio. También los usurpadores Ingenuo y Regaliano se habían proclamado emperadores aquí (260), y otros muchos murieron en ella.
- Datos: Q833060
- Multimedia: Sirmium / Q833060